# Diaeus lacaena
Diaeus lacaena är en fjärilsart som beskrevs av William Chapman Hewitson 1871. Diaeus lacaena ingår i släktet Diaeus och familjen tjockhuvuden. Inga underarter finns listade i Catalogue of Life.

## Bildgalleri

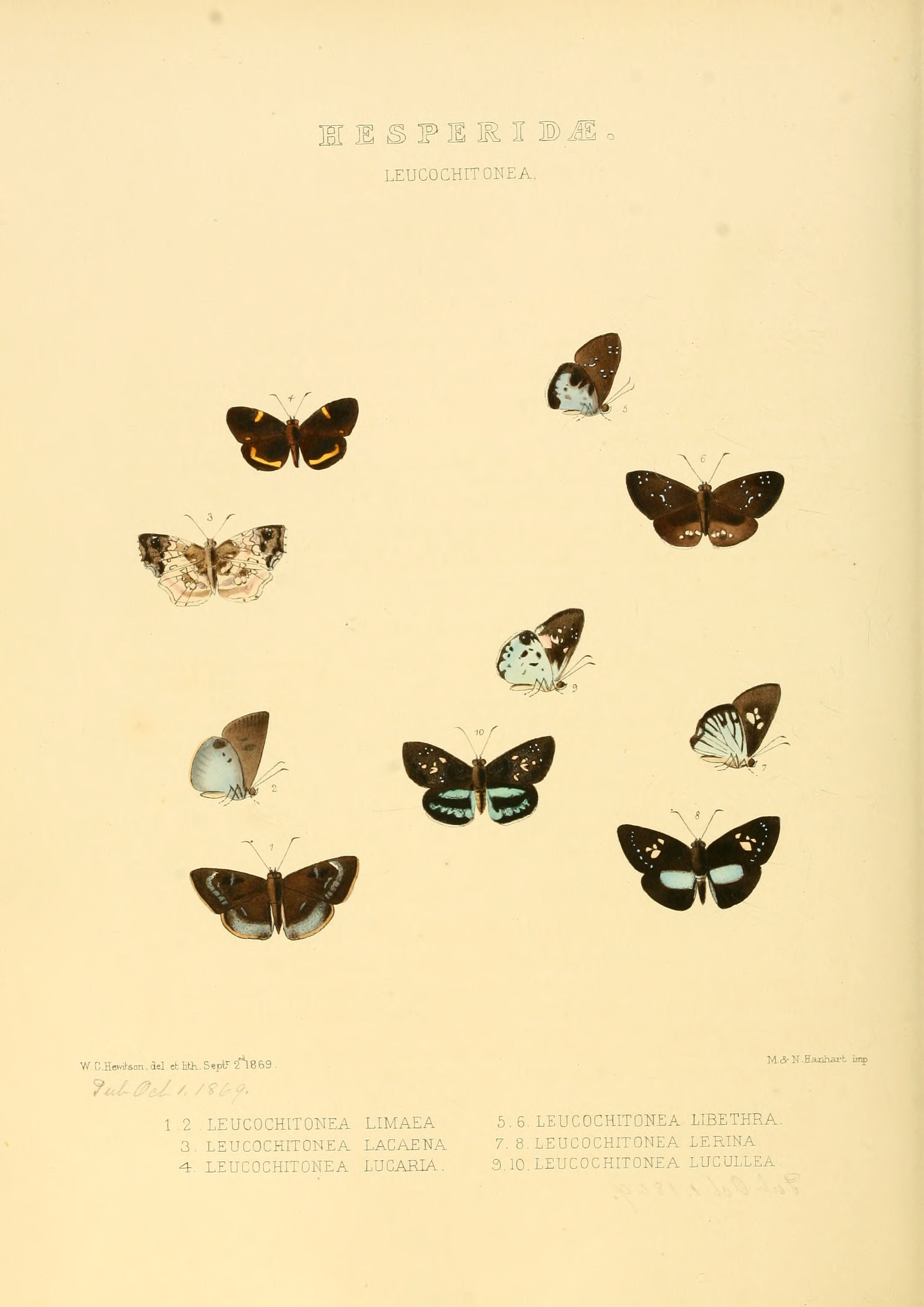